# Gatal-várkastély
A Gatal-várkastély (horvátul: Kaštel Gotal) egy várhely Horvátországban, a Budinščinához tartozó Gotalovec település határában.

## Fekvése
Gotalovec település határában, a falutól 300 méterre emelkedő dombon álló Szent Péter kápolna közelében állt.

## Története
Gatal várkastélyát a 13. században építtette a gathalóczi Gatal nemzetség. A család kiemelkedő személyiségei között említésre méltó Gathalóczi Mátyás, aki 1440 és 1457 között veszprémi püspök volt, Gathalóczi Miklós (1680.) bánhelyettes és néhány zágrábi kanonok. Ismert, hogy a család levéltárát a török elől az Ivánci-hegység északi oldalán fekvő Béla várába menekítették, ahol 1481-ben egy tűzvészben elégett. A család utolsó leszármazottja 1740-ben halt meg. Gotalovec végig a család birtoka volt. Birtokaikat házasság révén a komori Bedekovics család szerezte meg, miután Bedekovics Lajos elvette Gathalóczi Imre özvegyét Somogyi Rozáliát. A várkastély 1767-ben már a Petkovics család birtoka, majd az Erdődyeké, akik grebenvár-novimarofi uradalmukhoz csatolták. A várkastély 1864-ben pusztult el, utolsó maradványait 1912 után bontották le és anyagát egy közeli útépítéshez használták fel.